# 波蘭陸軍
波兰陆军是波兰共和國軍下辖的一个兵种，现役人数77,000人。波兰陆军的一些部队随北约和欧盟在海外执行任务。自10世纪起，波兰就组建了自己的陆军。不过现代意义上的陆军到1918年才成立。

## 历史

### 1918－1938
1918年波兰独立后，新生的波兰政府在外国志愿者的支援下，以旧帝国士兵为基础重建了波兰陆军。这支军队在1918年参加了为期约8个半月的波乌战争，1919年到1921年同苏联红军交战，1920年还与立陶宛爆发冲突。在此期间，波兰陆军的人数从1918年的约10万增加到了1920年初的50万。到1920年8月，波兰军队总共有737,767人，其中半数在前线。经过了数年战斗的损失，军人数基本持平。华沙战役打响时，波军在人数和后勤补给方面都已占据优势。
一战后，波军分为五个军区。即波兹南军区，克拉科夫军区，罗兹军区，华沙军区，卢布林军区。这一编制维持到了1921年。

## 裝備與現代化
波蘭陸軍現代化的長期計畫始於2019年，將在未來10-14年內讓裝備大幅升級或是替換。波蘭國防部已簽訂一份將陸軍裝甲主力豹2主戰坦克升級成豹2PL版本的合同，坦克的防護力與乘員生存性均獲得大幅提升，
豹2坦克升級計畫預計將執行至2023年。
波蘭陸軍共擁有1009輛坦克(2017年數據)，其中包括249輛豹2主戰坦克(117輛豹二A4，105輛豹二A5，25輛豹2PL，2輛豹2NJ)，於2016年升級過的232輛PT-91主战坦克，以及328輛T-72主戰坦克(經過性能提升的共有230輛)。
隨著2022年俄羅斯入侵烏克蘭的爆發，波蘭已援助240輛T-72主戰坦克、14輛豹2A4型（Leopard 2A4）坦克以及大量的裝甲車輛給烏克蘭，基於周邊緊張局勢升高，波蘭遂加速陸軍現代化的進程，波蘭宣布採購1160輛韓國製K2主戰坦克與860門K9自走砲，合約總價值折合約204億美金，以應對俄羅斯擴張的威脅，首批購買的坦克、自走砲將於2022年12月交付，其餘將於2023年至2026年間完成交付。除此之外，波蘭將採購250輛美製M1A2 Sepv3主戰坦克以取代部分老舊的T-72與PT-91。
為了提升砲兵現代化，波蘭亦將採購500套美製M142高机动性多管火箭系统（HIMARS)或M270多管火箭系統，可供裝備80個砲兵營。然而考慮美方交貨期程恐難配合，因此最後採取折衷方案，減少採購M142高机动性多管火箭系统的數量，並改採購南韓製的288套K239多管火箭系統（英語：K239 Chunmoo （页面存档备份，存于））補足不足數量，並於2022年10月簽署採購合約。
美國五角大廈於2023年8月宣布，將向波蘭出售96架AH-64E阿帕契攻擊直升機，估計總金額價值約120億美元，合約包括後勤保修零組件與服務，其中還包括37具AN/APG-78長弓（Longbow）毫米波雷達，代表其中37架具有更佳的目標探知能力。另外還包括1844枚AGM-114R2地獄火飛彈、460枚AGM-179A聯合空對地飛彈（JAGM）、508枚刺針Block I紅外線空對空飛彈，以及7650具WGU-59/B「先進精準擊殺武器系統2型」（APKWS-II）的導引尋標頭。波蘭陸軍的AH-64E攻擊直升機服役後，首批將部署至第18機械化師，與該師編制的美製艾布蘭主力戰車搭配執行任務，標誌著波蘭陸軍的戰力將進一步提升。

## 組織
2023年波蘭陸軍現役師級單位：
- 第一步兵師 "Legions"
  - 第1裝甲旅
  - 第2機械化步兵旅 "Brodnica"
  - 第3機械化步兵旅
  - 第1摩托化步兵旅

- 第11裝甲騎兵師 
  - 第10裝甲騎兵旅
  - 第17機械化步兵旅
  - 第34裝甲騎兵旅

- 第12機械化步兵師 "Szczecin"

2023年波蘭陸軍組織架構圖

  - 第2機械化步兵旅 "Złocieniec"
  - 第7海岸防衛旅
  - 第12機械化步兵旅

- 第16機械化步兵師 "Pomeranian"
  - 第9裝甲騎兵旅
  - 第15機械化步兵旅
  - 第20機械化步兵旅

- 第18機械化步兵師
  - 第1裝甲旅 "Warsaw"
  - 第19機械化步兵旅
  - 第18機械化步兵旅
  - 第21山地步兵旅